# 派克城鎮區 (阿肯色州派克縣)
派克城鎮區（英語：Pike City Township）是位於美國阿肯色州派克縣的一個行政鎮區。

## 地方資料
派克城鎮區的面積為175.64平方千米，當中陸地面積為175.18平方千米，而水域面積為0.46平方千米。根據2010年美國人口普查的數據，當地共有人口189人，而人口密度為每平方千米1.08人。